# エメリオ・カリグドン
エメリオ・アサダ・カリグドン（Emelio Asada Caligdong、1982年9月28日 - ）は、フィリピンのサッカー選手、サッカー指導者。元フィリピン代表。ポジションはMF。愛称はチエフィー（Chieffy）。

## クラブ歴
ユニオンFCで選手となった後、2005年にフィリピン・エア・フォースFCに移籍。2013年1月にグリーン・アーチャーズ・ユナイテッドFCに移籍。2015年1月にはUC-EUROブロ・ナショナルスが彼を始めとしたユナイテッド・フットボールリーグ所属選手をPFFナショナル・メンズ・クラブ・チャンピオンシップ決勝の間レンタル移籍で獲得しようとしたが、ユナイテッド・フットボールリーグ側が同じフィリピンサッカー連盟主催試合であるにも関わらず他のクラブでプレーする事になるためこれを許可しなかった。リーグ側はレンタル移籍した選手がレンタル先にフィットしたら元のクラブに帰還しなくなるかもしれないと主張したが、これはリーグに所属する他のクラブからの不平に倣った意見であった。

## 代表歴
A代表初出場は2004 タイガーカップの初戦、2004年12月5日に行われたミャンマー代表戦であった。その後も4試合全てに出場し3得点。そのうち2得点は東ティモール代表戦の89分と92分にあげた得点で、この終了間際の2点によって2-1の逆転勝利、フィリピンの東南アジアサッカー選手権初勝利の立役者となった。
その後U-23代表として2005年東南アジア競技大会、2005 AFF U-23ユース選手権に出場し、ミャンマーU-23代表、東ティモールU-23代表から得点を奪った。
その後A代表では2011年2月9日に行われたAFCチャレンジカップ2012予選初戦のモンゴル国代表戦43分に得点を奪った。龍騰杯2011では9月30日の香港代表戦では2得点を奪いドローに持ち込み、10月4日の澳門代表戦でも2得点を奪い、怪我を感じさせない得点力で同杯得点王に輝いた。
2012年9月29日に行われたフィリピンピースカップ2012最終節・チャイニーズタイペイ代表戦では34分に得点して3-1の勝利、3戦全勝で優勝した。11月27日の2012 AFFスズキカップ・ベトナム代表戦では後半に途中出場して得点し1-0で勝利した。
2014年11月には体調管理の難しさとクラブへの集中を理由に代表を引退した。

## 指導者歴
2014年にC級ライセンスを取得し、所属するグリーン・アーチャーズ・ユナイテッドのユースで監督を務める事になった。その後、フィリピンのアンダー代表でもアシスタントコーチに就任した。2016年にはU-14代表のヘッドコーチやグリーン・アーチャーズ・ユナイテッドのアシスタントコーチも務めた。

## 個人成績
代表での得点一覧
| #   | 日附           | 場所                                                                         | 対戦相手             | 得点 | 結果 | 大会                                   |
| --- | -------------- | ---------------------------------------------------------------------------- | -------------------- | ---- | ---- | -------------------------------------- |
| 1.  | 2004年12月14日 | クアラルンプール・ブキット・ジャリル国立競技場                               | 東ティモール         | 1–1  | 2–1  | 2004 タイガーカップ                    |
| 2.  | 2004年12月14日 | クアラルンプール・ブキット・ジャリル国立競技場                               | 東ティモール         | 2–1  | 2–1  | 2004 タイガーカップ                    |
| 3.  | 2004年12月16日 | クアラルンプール・KLFAスタジアム                                             | タイ                 | 1–0  | 1–3  | 2004 タイガーカップ                    |
| 4.  | 2006年11月14日 | バコロド・パナード・スタジアム                                               | 東ティモール         | 7–0  | 7–0  | 2007 東南アジアサッカー選手権予選      |
| 5.  | 2006年11月20日 | バコロド・パナード・スタジアム                                               | ブルネイ             | 3–0  | 4–1  | 2007 東南アジアサッカー選手権予選      |
| 6.  | 2008年5月13日  | イロイロ・イロイロ・スポーツ・コンプレックス                                 | ブルネイ             | 1–0  | 1–0  | AFCチャレンジカップ2008予選            |
| 7.  | 2010年10月12日 | 高雄市高雄国家体育場                                                         | マカオ               | 1–0  | 5–0  | 龍騰杯2010                             |
| 8.  | 2011年2月9日   | バコロド・パナード・スタジアム                                               | モンゴル             | 1–0  | 2–0  | AFCチャレンジカップ2012予選            |
| 9.  | 2011年7月3日   | マニラ・リサール・メモリアル・スタジアム                                     | スリランカ           | 1–0  | 4–0  | 2014 FIFAワールドカップ・アジア1次予選 |
| 10. | 2011年9月30日  | 高雄市高雄国家体育場                                                         | 香港                 | 2–2  | 3–3  | 龍騰杯2011                             |
| 11. | 2011年9月30日  | 高雄市高雄国家体育場                                                         | 香港                 | 3–2  | 3–3  | 龍騰杯2011                             |
| 12. | 2011年10月4日  | 高雄市高雄国家体育場                                                         | マカオ               | 1–0  | 2–0  | 龍騰杯2011                             |
| 13. | 2011年10月4日  | 高雄市高雄国家体育場                                                         | マカオ               | 2–0  | 2–0  | 龍騰杯2011                             |
| 14. | 2012年9月7日   | シンガポール・ジュロン・ウェスト・スポーツ・アンド・レクレーション・センター | シンガポール         | 1–0  | 2–0  | 親善試合                               |
| 15. | 2012年9月29日  | マニラ・リサール・メモリアル・スタジアム                                     | チャイニーズタイペイ | 2–0  | 3–1  | フィリピンピースカップ2012             |
| 16. | 2012年11月27日 | バンコク・ラジャマンガラ・スタジアム                                         | ベトナム             | 1–0  | 1–0  | 2012 AFFスズキカップ                   |

## タイトル

### クラブ
フィリピン・エア・フォース
- ユナイテッド・フットボールリーグ: 2010, 2011
- UFLカップ: 2009, 2011

### 代表
フィリピン
- フィリピンピースカップ: 2012, 2013

### 個人
- 龍騰杯得点王: 2011
- PFFナショナル・メンズ・クラブ・チャンピオンシップ: 2013
- フィリピン・スポーツライターズ・アソシエーション・ミスター・フットボール・タイトル: 2011[16]
- ザ・アウトスタンディング・ヤング・メン: 2012[17]